# Lil Louis
Lil' Louis (diminutivo de Little Louis) es el seudónimo de Marvin Louis Burns, un disc jockey y productor musical nacido en 1962 en Chicago, Estados Unidos. Se especializa en música house. "French Kiss", editado en 1989, fue su gran éxito en todo el mundo.
También utilizó los nombres Lil' Louis & The Party, Lil' Louis & The World, o el seudónimo Marvin Burns.

## Discografía parcial
- 1987: Frequency / How I Feel (Dance Mania)

- 1988: The Original Video Clash / Music Takes U Away (Dance Mania)

- 1989: French Kiss (12") (FFRR / Diamond Records)

- 1989: New York (Diamond Records)

- 1989: Wargames (Remix) (Diamond Records)

- 1989: Jupiter (Diamond Records)

- 1989: Frequency (Remix) (Diamond Records)

- 1989: Lil' Louis & The World - I Called U, Blackout (FFRR)

- 1989: Lil' Louis & The World - From The Mind Of Lil Louis (Album, FFRR / Epic)

- 1992: Lil' Louis & The World - Club Lonely (Epic)

- 1992: Lil' Louis & The World - Journey With The Lonely (Album, FFRR / Epic)

- 1997: Lil Louis - Clap Your Hands (Go! Beat)

- 2000: Josh Wink & Lil Louis - How's Your Evening So Far?

- 2008: Lil Louis - Two Sides To Every Story

## Remixes y mixes
- D*Note - Waiting Hopefully (Remix)

- Hercules With Marshall Jefferson - 7 Ways (Club Mix) (Remix, 1986)

- Laurent Garnier - Flashback (Lil Louis Civilized Instrumental Painting) (1997)

- Basement Jaxx - Bingo Bango (Remix, 1999)

- Kimara Lovelace - Misery (Lil Louis Extended Club Mix) (2000)

- Mix The Vibe: Lil' Louis: 27 Years In The Mix (1974-2001) (Nite Grooves, 2001)

- Lil' Louis: Pride '95 (Mix) (Strictly Rhythm, 1995)

## Sample por
- Lagaf' - Bo le lavabo

- Lil' Kim - Custom Made